# Боронское
Боронское — деревня в Слободском районе Кировской области в составе Ильинского сельского поселения.

## География
Находится на левобережье Вятки на расстоянии примерно 7 км по прямой на юго-восток от районного центра города Слободской.

## История
Известна с 1873 года как починок при мельнице Ужоговице (Баронской), в котором учтен двор 1 и жителей 13, в 1905 5 и 65, в 1926 14 и 64, в 1950 16 и 76 соответственно. С 1939 нынешнее название фигурирует окончательно. В 1989 году оставалось 3 постоянных жителя. 

## Население
Постоянное население  составляло 1 человек (татары 100%) в 2002 году, 9 в 2010.